# IndiGo
IndiGo Airlines (mã IATA = 6E, mã ICAO = IGO) là hãng hàng không giá rẻ của Ấn Độ, trụ sở ở Gurgaon. Hãng có các tuyến đường nối liền 17 điểm đến và có căn cứ chính ở Sân bay quốc tế Indira Gandhi, Delhi.

## Lịch sử
IndiGo Airlines được thành lập năm 2005 và bắt đầu hoạt động từ ngày 4.8.2006 bằng tuyến đường từ Delhi tới Imphal qua ngả Guwahati. Hãng do InterGlobe Enterprises làm chủ. Hãng mua 1 máy bay Airbus A320 đầu tiên ngày 28.7.2006 và có 6 chiếc trong năm 2006. Năm 2007 hãng mua thêm 9 máy bay Airbus nữa, nâng tổng số lên 15 chiếc. Hãng có kế hoạch mở thêm các tuyến đường lên tới khoảng chừng 30 điểm đến ở Ấn Độ vào năm 2010 với 1 đội máy bay 40 chiếc A320 và A321. Năm 2016 hãng sẽ có tổng cộng 100 máy bay Airbus.
Chính phủ Ấn Độ đã phê chuẩn trên nguyên tắc kế hoạch nhập máy bay của IndiGo Airlines. Hãng cũng đã mua 3 bãi đậu ở các sân bay New Delhi và Mumbai.

## Các nơi đến
(Tháng 7/2021):
- Agartala - Sân bay Singerbhil
- Ahmedabad - Sân bay Sardar Patel
- Bangalore - Sân bay Bangalore
- Bhubaneswar - Sân bay Biju Patnaik
- Chennai - Sân bay Meenambakkam
- Cochin - Sân bay Nedumbassery

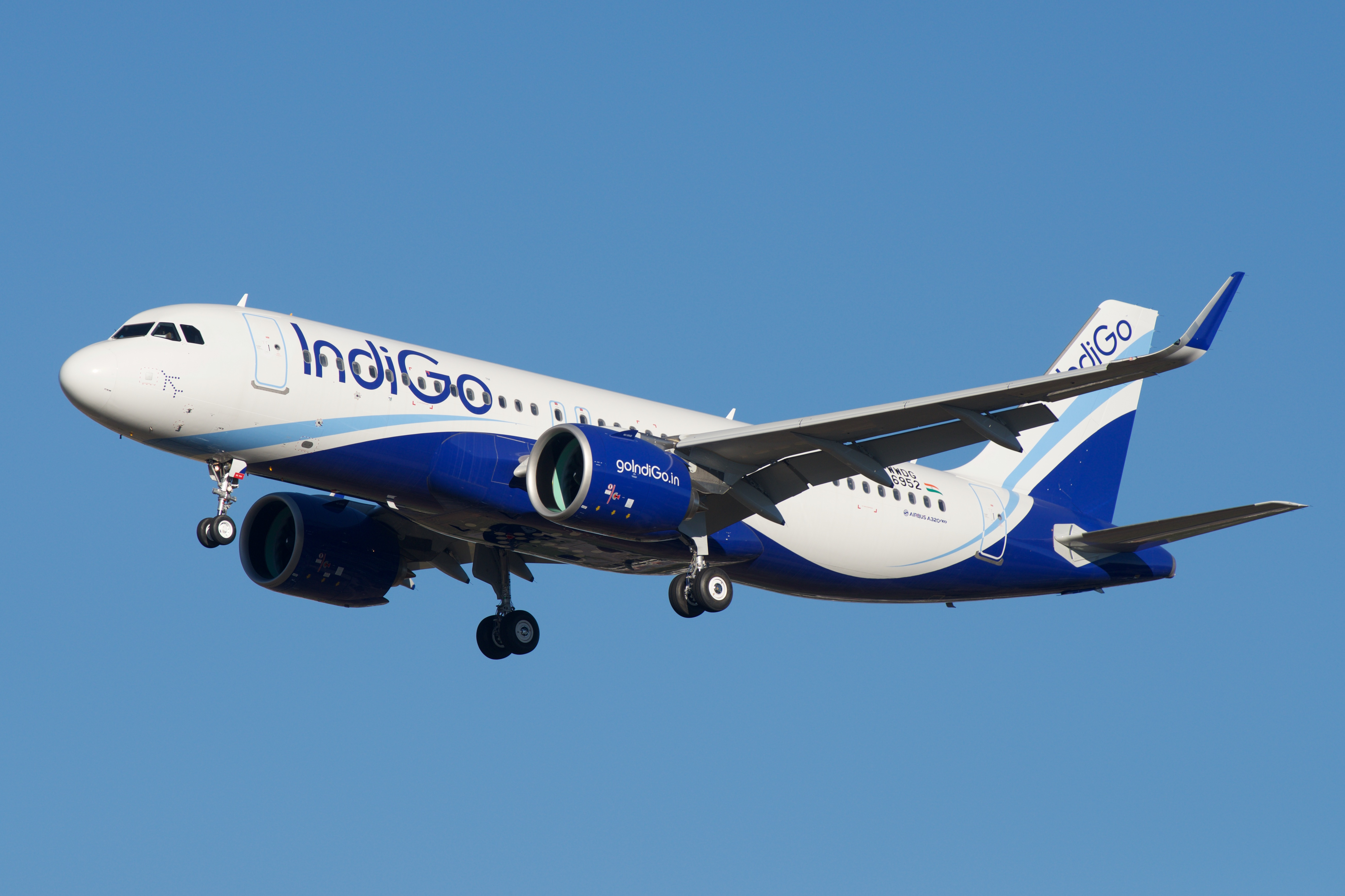
Airbus A320neo

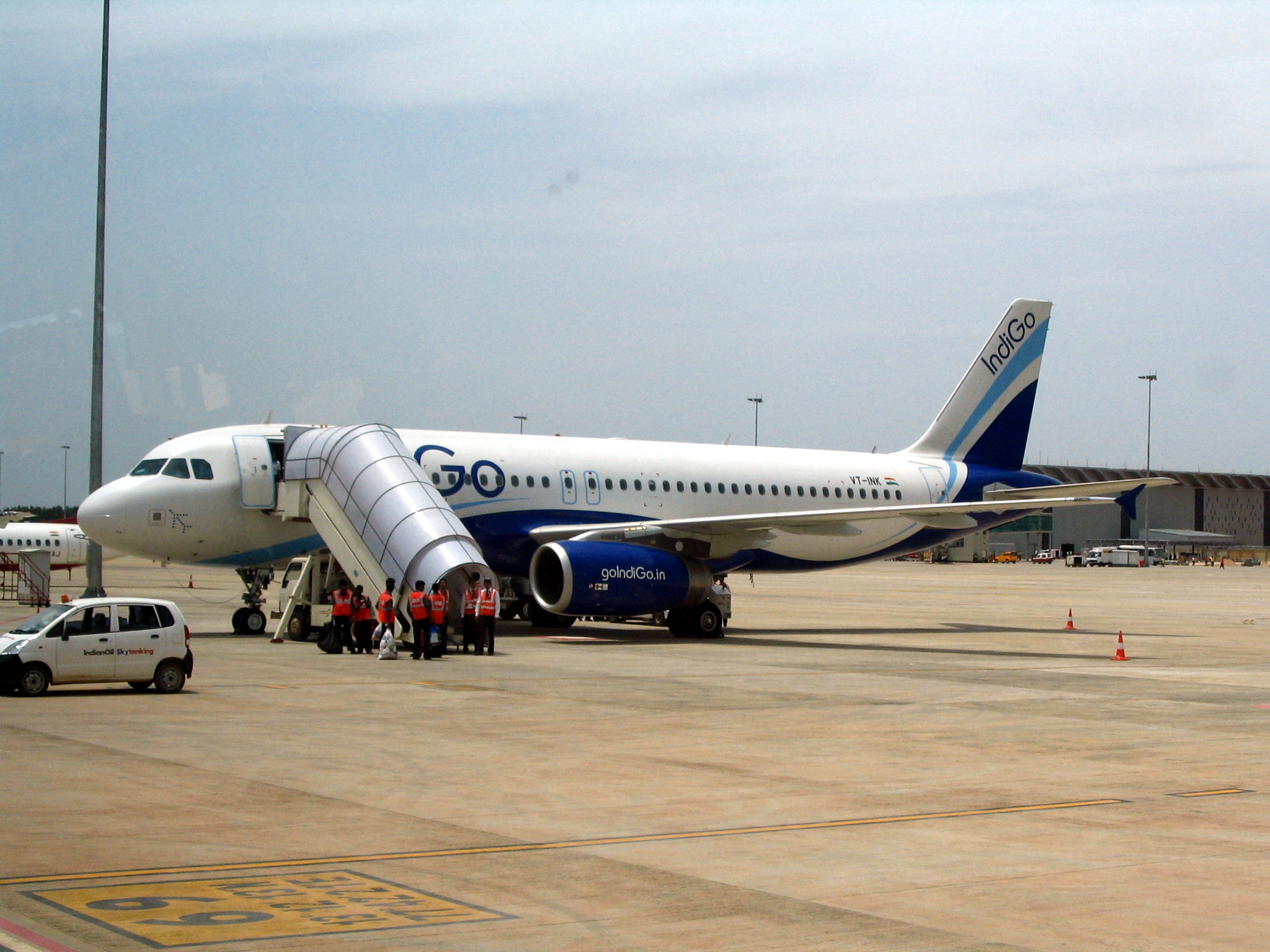
Một máy bay của IndiGo Airlines ở Sân bay quốc tế Bengaluru

- Delhi - Sân bay quốc tế Indira Gandhi
- Goa - Sân bay Dabolim
- Guwahati - Sân bay Gopinath Bordoloi
- Hyderabad - Sân bay Shamshabad
- Imphal - Sân bay Imphal
- Jaipur - Sân bay Sanganer
- Kolkata - Sân bay Subhash Chandra Bose
- Mumbai - Sân bay Chhatrapati Shivaji
- Nagpur - Sân bay Sonegaon
- Pune - Sân bay Lohegaon
- Sri Lanka - Katunayaka
- Thái Lan - Bangkok (Suvarnabhumi), Phuket
- Thổ Nhĩ Kỳ - Istanbul
- UAE - Abu Dhabi, Dubai, Sharjah
- Udaipur - Sân bay Maharana Pratap
- Vadodara - Sân bay Harni
- Việt Nam - Hà Nội, Tp. Hồ Chí Minh

## Đội máy bay

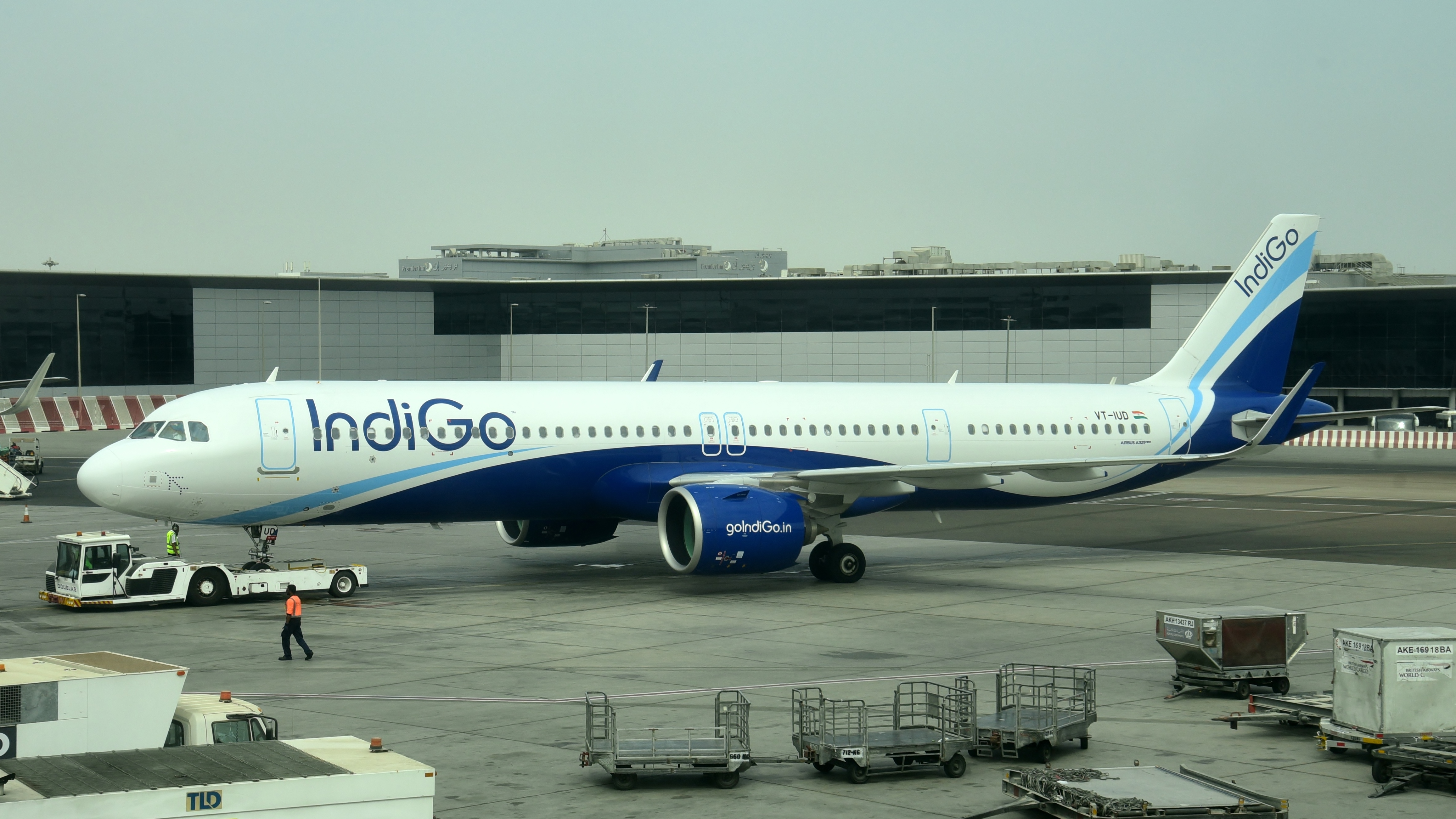
Airbus A321neo ACF

Tính đến tháng 8/2021:
| Máy bay         | Đang vận hành | Đặt hàng | Hành khách | Ghi chú                            |
| --------------- | ------------- | -------- | ---------- | ---------------------------------- |
| Airbus A320-200 | 20            | —        | 180        | Sẽ dừng khai thác                  |
| Airbus A320neo  | 178           | 287      | 180        | Lượng máy bay khai thác nhiều nhất |
| Airbus A320neo  | 178           | 287      | 186        | Lượng máy bay khai thác nhiều nhất |
| Airbus A321neo  | 94            | 602      | 222 232    |                                    |
| Airbus A321XLR  | —             | 69       | TBA        |                                    |
| ATR 72-600      | 42            | 8        | 78         |                                    |
| Tổng cộng       | 334           | 966      |            |                                    |

## Các máy bay đặt mua
IndiGo Airlines đã đặt mua 100 Airbus A320 trong "Hội chợ triển lãm máy bay Paris năm 2005" (Paris Air Show), tổng trị giá là 6 tỷ US$.
- 50 Airbus A320-232
- 30 Airbus A321-200